# موريتز هارتمان (سياسي)
موريتز هارتمان (بالألمانية: Moriz Hartmann)‏ هو صحفي وكاتب وشاعر وسياسي نمساوي، ولد في 15 أكتوبر 1821 في Trhové Dušníky ‏ في التشيك، وتوفي في 13 مايو 1872 في Oberdöbling ‏ في النمسا. انتخب عضو برلمان فرانكفورت.

## وصلات خارجية
- موريتز هارتمان على موقع ميوزك برينز (الإنجليزية)
- موريتز هارتمان على موقع إن إن دي بي (الإنجليزية)